# Jordi Malela
Jordi Malela Ndangba (Vilvoorde, 14 januari 1997) is een Belgisch voetballer van Congolese afkomst die als verdediger voor RKC Waalwijk speelde.

## Carrière
Jordi Malela speelde in de jeugd van Diegem Sport, RSC Anderlecht, Club Brugge, Standard Luik en Oud-Heverlee Leuven. In 2017 vertrok hij naar RKC Waalwijk, waar hij zijn debuut maakte in het betaald voetbal. Dit gebeurde op 29 september 2017, in de met 1-1 gelijkgespeelde uitwedstrijd in de Eerste divisie tegen SC Cambuur. Hij kwam in de 81e minuut in het veld voor Chovanie Amatkarijo. Nadat zijn contract in de zomer van 2018 afliep, was Malela clubloos en sloot hij bij US Rebecquoise aan. Hierna speelde hij nog voor RAAL La Louvière, Olympic Club Charleroi en Crossing Schaerbeek.

### Statistieken
| Seizoen                   | Club           | Land           | Competitie     | Competitie | Competitie | Beker | Beker | Totaal | Totaal |
| Seizoen                   | Club           | Land           | Competitie     | Wed.       | Dlp.       | Wed.  | Dlp.  | Wed.   | Dlp.   |
| ------------------------- | -------------- | -------------- | -------------- | ---------- | ---------- | ----- | ----- | ------ | ------ |
| 2017/18                   | RKC Waalwijk   | Nederland      | Eerste divisie | 4          | 0          | 0     | 0     | 4      | 0      |
| Carrièretotaal            | Carrièretotaal | Carrièretotaal | Carrièretotaal | 4          | 0          | 0     | 0     | 4      | 0      |
| Bijgewerkt op 1 juli 2018 |                |                |                |            |            |       |       |        |        |